# أسباب الفشل
أسباب الفشل يقصد بها أسباب فشل الآلة أو عمل الآلة. 
أسباب الفشل عديدة وكثيرة فهي إما عيوب في التصميم، أو في العملية  (طريقة عمل الآلة)، أو في جزء معين من الآلة، ويجب الأخذ في الاعتبار أخطاء العنصر البشري[وصلة مكسورة]، لأنه المسئول عن سير العملية.

## فشل المكونات
في حالة فشل جزء معين من الآلة يكون السبب إما تأخير الفتح أو الغلق عند الطلب، أو فشل في آلية التشغيل ولها عده أسباب مختلفة، مثل التآكل أو ارتفاع التيار الكهربي أو ضعف الزنبرك أو تراكم الغبار. ونادرًا ما يسبب خطأ واحد فشل النظام أو الآلة. وترجع أكثر أسباب الفشل إلي أخطاء العنصر البشري، كعيوب التصميم، أخطاء التشغيل أو فشل الصيانة.

## سيناريو الفشل
السيناريو هو طريقة توضيحية تعرض كيف تم الفشل وما الأسباب التي أدت إلي حدوثه، من بداية حدوث الخطأ إلي انهيار النظام بالكامل. وهذا المصطلح جزء من المعجم الهندسي، وخصوصّا عند المهندسين المسؤولين عن اختبار وتصحيح العملية، عن طريق المراقبة الدقيقة لأسباب وظروف الفشل.
ويهتم السيناريو بتسلسل الأحداث لأنها جزء هام في إصلاح عيوب التصميم، وتحسين المنتج في المستقبل. ويمكن استخدام هذا المصطلح عند تعطل الأنظمة الميكانيكية.

## الأعطال الميكانيكية
هناك العديد من الأسباب التي تؤدي إلي الأعطال الميكانيكية مثل : الانحراف الزائد، الالتواء، الكسور، الصدمات الحرارية، والتآكل.
وتعتبر طريقة تحميل المنتج ووقت تشغيله من العوامل المهمة التي تحدد النتيجة.
وكلما كانت المشكله أو الموقف معقدًا، كلما ازدات أهمية معرفه أسباب الفشل لصيانتها و لضمان التشغيل السليم لها فيما بعد. كمتتالية الفشل. والحالات التي تحدث عند الحواف أو في الزوايا فهي مشاكل معقدة، وغير متوقعة، وغالبًا ما يصعب إصلاحها.

## الفشل بسبب الصدأ
الصدأ هو أن تتحلل المواد بسبب الظروف البيئية مثل الصدأ في حالة الحديد والصلب. ويمكن أن تتحلل أيضًا عند إجهاد الآلة.